# Unity Arena
Unity Arena (voorheen bekend als de Telenor Arena) is een multifunctioneel overdekt stadion in Fornebu een voorstad van de Noorse hoofdstad Oslo. Met een capaciteit van 25.000 (inclusief staanplaatsen voor concerten) is het de grootste overdekte arena van Noorwegen, en een van de grootste van Europa. Het was vanaf 2009 tot en met 2011 het thuisstadion van Stabæk Fotball als vervanging van het Nadderudstadion. Stabæk keerde in 2011 terug naar het Nadderud. 
De Telenor Arena wordt ook regelmatig gebruikt voor popconcerten. In 2010 was het stadion het decor van het Eurovisiesongfestival.